# Toneart
Toneart eller tonart er det system af toner som et musikstykkes melodier og akkorder  konstrueres ud fra. Ved at ændre en melodis toneart, skal man som regel systematisk ændre de akkorder, der indgår. En tone kan som udgangspunkt være:
a, ais/b, h, c, cis/des, d, dis/es, e, f, fis/ges, g eller gis/as.
Tonearten kan være dur eller mol, så der er 24 - ud over kirketonearterne. Tonearterne kan i visse tilfælde skrives på en anden måde, men de viste er de mest gængse. Man kan for eksempel skrive musik i As-dur i stedet for B-dur, men det kræver mange faste fortegn. Der er kun en forskel for instrumenter, som er stemt i ren stemning, mens der ikke er forskel for et klaver. En violin kan stemmes i ren stemning.
Tonen H betegnes B i engelsktalende lande, og tonen B kaldes Bb. Ved becifring anvendes ofte en hybrid, og det tvetydige B undgås – H-akkorder betegnes med H og B-akkorder med Bb for at undgå forvekslinger.
| Dur | Mol | Fortegn | Antal | Placering af fortegn |
| --- | --- | ------- | ----- | -------------------- |
| C   | a   | (♮)     | 0     | -                    |
| G   | e   | ♯       | 1     | f                    |
| D   | h   | ♯       | 2     | f, c                 |
| A   | fis | ♯       | 3     | f, c, g              |
| E   | cis | ♯       | 4     | f, c, g, d           |
| H   | gis | ♯       | 5     | f, c, g, d, a        |
| Fis | dis | ♯       | 6     | f, c, g d, a, e      |
| F   | d   | ♭       | 1     | h                    |
| B   | g   | ♭       | 2     | h, e                 |
| Es  | c   | ♭       | 3     | h, e, a              |
| As  | f   | ♭       | 4     | h, e, a, d           |
| Des | b   | ♭       | 5     | h, e, a, d, g        |
| Ges | es  | ♭       | 6     | h, e, a, d, g, c     |